# Stupki
Stupki – wieś na Ukrainie w rejonie tarnopolskim należącym do obwodu tarnopolskiego.
W Stupkach urodził się Bronisław Czepczak, oficer Wojska Polskiego, cichociemny.
W czasie okupacji niemieckiej ukraiński mieszkaniec wsi Fedir Romaniszyn udzielał pomocy Żydówce Jance Zborower, za co w 1993 roku Instytut Jad Waszem uhonorował go tytułem Sprawiedliwego wśród Narodów Świata.